# السفينة الأخيرة (مسلسل)
السفينة الأخيرة هو مسلسل تلفزيوني أمريكي ، مبني بشكل فضفاض على رواية عام 1988 بنفس الاسم من قبل وليم برينكلي. عرض المسلسل لأول مرة على تي إن تي في 22 يونيو 2014 وانتهى بعد خمسة مواسم في 11 نوفمبر 2018.

## القصة
تدور قصة المسلسل عن مدمرة الصواريخ الموجهة من طراز أرلي بيرك التابعة للبحرية الأمريكية،طاقمها المكون من 218 شخصًا تم إرسالها في مهمة أبحاث حيوية إلى القطب الشمالي، وكان من بين أعضاء المدمرة البحرية عالمة الأحياء راتشيل سكوت، وبعد مرور فترة من وجود المدمرة في القطب الشمالي يتعرض طاقم إلى هجوم من قبل رجال مجهولين، يشك قبطان المدمرة توم تشالندير بوجود أمر مريب حول الهجوم الذي تعرض له، لذلك يستفسر من راتشيل عن السبب تخبر راتشيل القبطان بأنَ هناك مرض قاتل قد انتشر منذ عدة شهور، وقد تم إرسالها إلى القطب لاعتقادهم بأن العلاج في هذه المنطقة، وتخبره بأنَ هناك معلومات تؤكد انتشار المرض على مستوى العالم، وأنَ أغلب سكان الأرض قد ماتوا بعد سماع هذه المعلومات.
يتصل القبطان بالرئيس الأمريكي على الفور ليكتشف بأنَ الرئيس ونائبه قد ماتا، وإنَ الحكومة الأمريكي تواجه ازمة وقد تنتهي بالكامل، يتمكن القبطان من الحديث مع الرئيس الجديد للولايات المتحدة الأمريكية والذي يخبره بأن المدمرة خلال تواجدها في القطب الشمالي لم تتعرض للمرض وبأن الطاقم سليم لذلك يطلب الرئيس من القبطان الاستمرار في المهمة والبحث عن العلاج لإنقاذ ما تبقى من سكان الأرض.

## الحلقات
| الموسم | عدد الحلقات | تواريخ العرض  | تواريخ العرض   |
| الموسم | عدد الحلقات | أول عرض       | آخر عرض        |
| ------ | ----------- | ------------- | -------------- |
| 1      | 10          | 22 يونيو 2014 | 24 أغسطس 2014  |
| 2      | 13          | 21 يونيو 2015 | 6 سبتمبر 2015  |
| 3      | 13          | 30 مايو 2016  | 11 سبتمبر 2016 |
| 4      | 10          | 20 أغسطس 2017 | 8 أكتوبر 2017  |
| 5      | 10          | 9 سبتمبر 2018 | 11 نوفمبر 2018 |

## وصلات خارجية
- السفينة الأخيرة على موقع IMDb (الإنجليزية)
- السفينة الأخيرة على موقع ميتاكريتيك (الإنجليزية)
- السفينة الأخيرة على موقع روتن توميتوز (الإنجليزية)
- السفينة الأخيرة على موقع كينوبويسك (الروسية)
- السفينة الأخيرة على موقع ألو سيني (الفرنسية)
- السفينة الأخيرة على موقع قاعدة بيانات الفيلم (الإنجليزية)